# Biała gwardia
Biała gwardia (ros. Белая гвардия) – powieść rosyjskiego pisarza Michaiła Bułhakowa napisana w latach 1922-1924.
Fragmenty powieści zostały opublikowane w latach 1924-1925 w wychodzącym w Berlinie czasopiśmie „Nakanunie”. W 1925 dwie części Białej gwardii ukazały się w czasopiśmie „Rossija”, które następnie zostało zamknięte.
Na motywach „Białej gwardii” Bułhakow napisał sztukę Dni Turbinów. W ZSRR wolno było ją grać tylko w Moskwie i tylko w jednym teatrze.

## Treść
Akcja powieści rozgrywa się w Kijowie w grudniu 1918. Rodzina Turbinów żyje jeszcze wspomnieniami o matce – Annie Władimirownie, której pogrzeb niedawno się odbył. Na Ukrainie władzę sprawuje hetman Pawło Skoropadski, ale jego rządy opierają się na sile niemieckich wojsk stacjonujących jeszcze na tych terenach po zakończeniu I wojny światowej. Zaczyna się jednak powszechny chaos. Niemcy wycofują się, a pod miasto podchodzą oddziały Strzelców Siczowych Petlury. Na północy i wschodzie panują bolszewicy. Tylko nad Donem organizuje się „biała” armia gen. Denikina. Na wieść o upadku Skoropadskiego i wycofaniu się Niemców Siergiej Talberg, oficer hetmański, ucieka do Berlina. Jego żona Helena oraz jej bracia Nikołka i Aleksiej pozostają w Kijowie. 14 grudnia bracia postanawiają poprzeć hetmana i zaciągają się do jego armii. Nie wiedzą, że to już ostatnie godziny jego władzy. Wiedzą natomiast, że miasta trzeba bronić przed Petlurą. Wywiązuje się krótka i nierówna walka, w której hetmańskie oddziały ponoszą klęskę, nie wiedząc nawet, że wódz je opuścił i uciekł w przebraniu niemieckiego majora. Nikołka idąc za rozkazem dowódcy ucieka przed nadchodzącymi wojskami Dyrektoriatu i chroni się w domu. Również Aleksiej dociera do domu. Jest ranny. Wkrótce zapada również na tyfus. W domu Turbinów chroni się też kilku przyjaciół, którzy też pragną przeczekać nawałnicę historii. Po 47 dniach wojska Petlury muszą opuścić Kijów. Władzę przejmują bolszewicy.

## Znaczenie
W książce bardzo plastycznie opisana jest bitwa o Kijów między oddziałami wiernymi hetmanowi a armią Petlury. Autor umiejętnie oddaje atmosferę niesamowitego zamętu panującego w wojsku Skoropadskiego, realistycznie opisuje ucieczkę hetmana oraz bardzo sugestywnie ukazuje zwykły ludzki lęk. Wiele miejsca poświęca analizie przeżyć i przemyśleń bohaterów. Często mamy do czynienia z retrospekcją. Ciekawa jest analiza wydarzeń towarzyszących budzeniu się świadomości narodowej na Ukrainie oraz ocena tego od strony przedstawicieli rosyjskiej inteligencji, którzy zamieszkują Kijów od pokoleń, a teraz czują się niechciani i wyobcowani.

## Bohaterowie
- Turbinowie:
  - Aleksiej – lekarz, lat 28;
  - Helena – jego siostra, lat 24;
  - Nikołka – najmłodszy z rodzeństwa, lat 17 i pół;

- Wiktor Myszłajewski – przyjaciel domu, porucznik hetmański;
- Aniuta – dziewczyna wychowana w domu Turbinów;
- Łarion Surżański – kuzyn męża Heleny, uciekinier z Żytomierza;
- Wasyl Lisowicz („Wasylisa”) – sąsiad Turbinów.

## Wydanie polskie
Pierwsze polskie tłumaczenie powieści ukazało się w Warszawie w latach dwudziestych XX wieku. Autorami polskiego przekładu powieści są Irena Lewandowska i Witold Dąbrowski. Tłumaczenie ukazało się nakładem PIW-u w Warszawie w 1972 (wznowione w 1974 r.). Kolejne wydania: Prószyński i S-ka, Warszawa 1998; Wydawnictwo Muza, Warszawa 2002, Współczesna literatura rosyjska „Polityka” 2011